# 新多布里揚卡
48°22′37″N 31°1′53″E / 48.37694°N 31.03139°E
新多布里揚卡（烏克蘭語：Новодобрянка），是烏克蘭中部的村莊，隸屬基洛夫格勒州的新烏克蘭卡區。該村始建於1881年，面積0.51平方公里，海拔高度135米，2001年人口147，人口密度每平方公里290.5人。